# Неприближаемость
Неприближаемость — одна из крайних форм кастовой сегрегации неприкасаемых, распространённая преимущественно среди ортодоксальных индуистов Южной Индии. В случае неприближаемости оскверняющим фактором считается не только непосредственное прикосновение к изгоям, но и их дыхание, тень, а иногда даже простое приближение к представителям более «высоких» каст. Ещё в середине XX века неприкасаемым Южной Индии было запрещено даже приближаться к индуистским храмам и святыням, а также передвигаться по определённым улицам и дорогам. Как правило, в Южной Индии кварталы неприкасаемых были расположены за пределами деревни. 
Как явствует из самого термина «ачхут» («неприкасаемый»), случайный телесный контакт с этой категорией населения равен ритуальному осквернению для представителей «высоких» («чистых») каст. Однако степень неприкасаемости разнится в различных частях Индии. В Северной Индии прикосновение к представителям «низких» каст требует ритуального очищения только для брахманов и некоторых других «высших каст» (объединены термином «двиджа»). Чем дальше на юг Индостана, тем шире круг каст, которым запрещено общаться с неприкасаемыми. В индийских штатах Тамилнад и Керала неприкасаемость по отношению к самым отверженным кастам перетекает в неприближаемость.
Во второй половине XX века ритуальные ограничения по отношению к неприкасаемым значительно ослабли. Этому способствовала как политика властей Индии, так и деятельность некоторых партий, которые стремятся заручиться голосами многочисленных «низких» каст. Однако во многих деревнях неприкасаемым по прежнему запрещают подходить к общим колодцам, а их детям — посещать общие школы. В Южной Индии неприкасаемые нередко имеют свои отдельные кладбища, храмы, палаты в больницах и свою посуду в заведениях общественного питания. Как правило, в число неприближаемых включают членов каст, которые выполняют самую «грязную» работу: свежуют туши животных, обрабатывают и красят кожи, убирают мусор, нечистоты и павших коров, стирают бельё, а также занимаются акушерством (чамары, дхоби, чухра, бханги, балмики, мучи). Кроме того, нередко к неприближаемым относят бродячих артистов (певцов, сказителей, танцоров и акробатов).     

## Керала
В XIX — первой половине XX века в княжествах Траванкор и Кочин существовал целый ряд строгих ограничений и предписаний для неприкасаемых, которые касались использования «низшими» кастами тканей для своей одежды (не все цвета и узоры были разрешены ачхутам), материалов для своей посуды, а также регулировали форму крыши их жилищ.
Все касты неприкасаемых у народа малаяли расположены на иерархической лестнице строго по шкале неприближаемости. Например, в первой половине XX века, согласно местным кастовым традициям и предписаниям, члены касты эрнадан обязаны были не приближаться к брахманам и кшатриям ближе чем на 100 шагов, к членам касты пулаян — на 90 шагов, к членам касты веттуван — на 64 шага, к членам касты кутан — на 48 шагов, к членам касты малаян — на 36 шагов, к членам касты чераман — на 30 шагов, к членам касты каниян — на 24 шага и так далее.
Во второй половине XX века во многих зажиточных хозяйствах неприкасаемым запрещено было входить во двор, хозяин общался с ними, стоя на террасе дома.

## Тамилнад
В первой половине XX века наиболее «нечистой» и «оскверняющей», по мнению тамильских брахманов, была каста пурада-ваниан, члены которой традиционно стирали одежду «низким» кастам и неприкасаемым. Ортодоксальные индуисты запрещали членам этой касты появляться в общественных местах на протяжении всего дня, вследствие чего стиральщики были вынуждены работать между полуночью и рассветом, а в светлое время суток скрываться в своих обособленных кварталах за пределами деревни.

## Раджастхан
В значительно меньшей степени, чем в Южной Индии, неприближаемость встречалась и в отдалённых деревнях Раджастхана. В отдельных посёлках или изолированных кварталах жили не только неприкасаемые, но и члены некоторых народностей, например канджары и санси, которых ранее относили к преступным кастам.
Кастовый состав определял облик раджастханских деревень, планировку и тип домов. Для многокастовых деревень было характерно наличие отдельных кварталов (дхана или тхок), заселённых членами одной или нескольких близких по положению каст. Каждый такой квартал имел свои источники воды, а неприкасаемые должны были иметь отдельные колодцы. При ветре неприкасаемые должны были стоять так, чтобы члены более «высоких» каст находились с наветренной стороны.

## В других странах
Различные формы неприближаемости встречаются в культуре и других стран — Непала, Бангладеш, Пакистана, Йемена, Японии, Кореи и даже в странах Европы. Однако если в Индии они носят кастовый характер, одобренный догмами индуизма (ритуальная «нечистота» наследственной профессии), то в других регионах причины неприближаемости другие — остракизм на почве боязни проказы и других инфекционных заболеваний, отторжение иностранцев, иноверцев, преступников или кочевых племён.
Примерами такой неприближаемости и неприкасаемости служат каготы в Южной Европе, буракумины в Японии, даньцзя в Китае и ахдамы в Йемене.